# Бычковский, Бронислав Станиславович
Бронислав Станиславович Бычковский (1918—1972) — советский шахтёр, бригадир проходческой бригады Прокопьевского строительного управления № 1 треста «Прокопьевскшахтострой» комбината «Кузбассшахтострой», Герой Социалистического Труда (1957).

## Биография
Родился в 1918 году. 
Трудовую деятельность начал в 1942 году. Работал проходчиком, бригадиром проходчиков стволов, горным мастером. За годы работы проявил себя как талантливый организатор, хорошо знающий своё шахтёрское дело. Его бригада проложила дорогу скоростным проходкам, которая стала эффективным резервом строительства шахт и подготовки очистного фронта для горняков.
В 1957 году присвоено звание Героя Социалистического Труда.
Умер в 1972 году.

## Награды
- Почётный шахтёр;
- Медаль «За доблестный труд в Великой Отечественной войне 1941—1945 гг.»;
- Медаль «Серп и Молот» (1957);
- Орден Ленина (1957).